# Le Royaume (film, 2024)
Pour les articles homonymes, voir Le Royaume.
Pour plus de détails, voir Fiche technique et Distribution.
Le Royaume est un film français réalisé par Julien Colonna sorti en 2024.

## Synopsis
Corse, 1995. Lesia, une jeune fille de 15 ans, est conduite à moto pour rejoindre son père en planque dans une villa isolée. Après une tentative d'assassinat manquée et plusieurs règlements de comptes sur fond de guerre des gangs, père et fille vont se retrouver en cavale et essayer de mieux se comprendre et s'aimer.

## Fiche technique
- Titre : Le Royaume
- Réalisation : Julien Colonna
- Scénario : Julien Colonna, Jeanne Herry
- Musique : Audrey Ismaël
- Langue : français, corse
- Genre : Drame, thriller
- Production : Hugo Sélignac
- Société de production : Chi-Fou-Mi Productions
- Distributeur : Ad Vitam Distribution
- Durée : 108 minutes
- Date de sortie : France 
  - Festival de Cannes 2024 section Un certain regard 20 mai 2024
  - Festival du film de Pauillac 10 juillet 2024
  - en salles 13 novembre 2024

## Distribution
- Ghjuvanna Benedetti : Lesia Savelli
- Saveriu Santucci : Pierre-Paul Savelli
- Anthony Morganti : Sté
- Andrea Cossu : Santu
- Frederic Poggi : Petru
- Régis Gomez : Ghjasé
- Eric Ettori : Jeannot
- Thomas Bronzini : Joseph
- Pascale Mariani : Louise
- Attilius Ceccaldi : César
- Ghjuvanni Biancucci : Romain
- Joseph Pietri : Thomas
- Marie Murcia : Marianne
- Toussaint Martinetti : Fred
- Alexandre Joannides : Laurent
- Véronique Volta : Diana

## Accueil
Le film est présenté en mai 2024 au Festival de Cannes dans la catégorie Un certain regard.
Le Royaume reçoit un accueil très positif, le site Allociné lui donne une moyenne de 4,1/5 pour 34 titres de presse.
L'Humanité souligne « un très grand film de cavale ». Pour Le Figaro, il s'agit d'un film « dur et émouvant », « haletant et vibrant » d'après Le Parisien, « captivant et déchirant » selon Sud Ouest. Pour Télérama, le film est « d’une noirceur constamment ensoleillée ».
Le film réalise 70 133 entrées pour sa première semaine d'exploitation et atteint 146 342 entrées en six semaines.

## Distinctions

### Récompenses

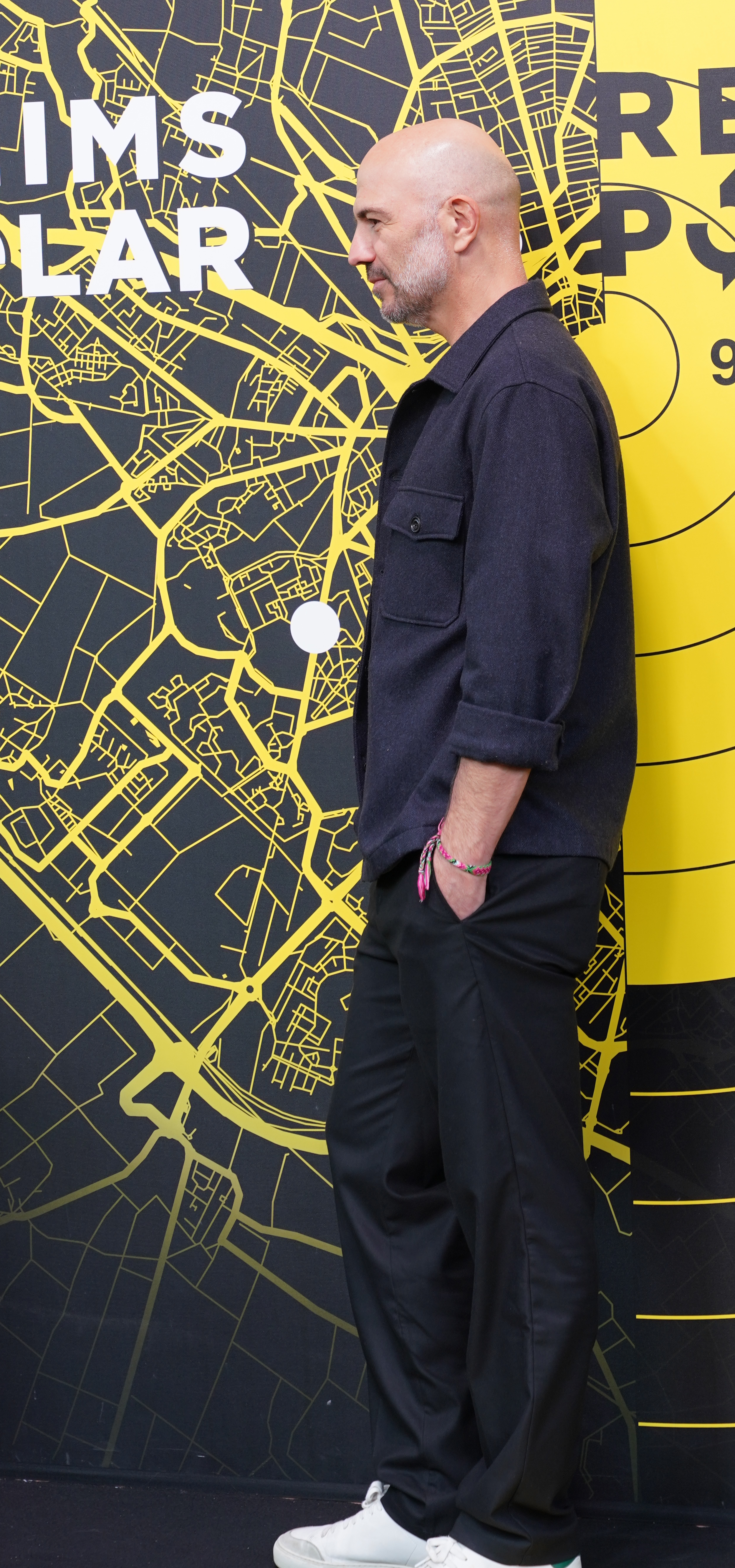
Julien Colonna à Reims Polar.

- Lumières 2025 : Révélation féminine pour Ghjuvanna Benedetti.
- Reims Polar 2025 : Prix Claude Chabrol[7].

### Nominations et sélections
- Festival de Cannes 2024 : Un certain regard
- César 2025 : Meilleur premier film
- Lumières 2025 : Meilleur premier film

## Autour du film
Le réalisateur Julien Colonna s'inspire de son histoire personnelle et notamment de son père Jean-Jérôme Colonna, parrain de la mafia corse, mort dans des conditions suspectes en 2006.
La plupart des acteurs sont non-professionnels. Ghjuvanna Benedetti est une étudiante de 22 ans en école d'infirmière à Bastia tandis que Saveriu Santucci est un agriculteur originaire de Perelli d'Alesani.